# Wickhambreaux
Wickhambreaux (engelskt uttal: [ˈwɪkəmbruː]) är en ort och civil parish i grevskapet Kent i sydöstra England. Orten ligger i distriktet Canterbury, cirka 7 kilometer öster om Canterbury. Tätorten (built-up area) hade 277 invånare vid folkräkningen år 2021.